# Kolja
Kolja je český hraný film režiséra Jana Svěráka z roku 1996. Uspěl doma i v zahraničí. V České republice ho vidělo 1 346 369 diváků, díky čemuž je nejnavštěvovanějším českým filmem, získal šest Českých lvů, včetně toho za nejlepší film. V zahraničí získal ocenění Oscar a Zlatý glóbus 96 jako nejlepší neanglicky mluvený film, Grand Prix a Cenu za scénář z MFF v Tokiu, ceny z festivalu Madridimagen v Madridu a z MFF v Benátkách, čtyři ceny z MFF Zimbabwe. Film dále získal cenu časopisu Cinema, Cenu filmových kritiků, ocenění na Finále Plzeň 1997 a vyhrál anketu českých kritiků o film třicetiletí.
Byl uveden ve 40 zemích světa, kde ho viděly asi tři miliony diváků.

## Děj filmu
Hlavní hrdina filmu – starý mládenec Louka (Zdeněk Svěrák) se za peníze fingovaně ožení s Ruskou. Situace se zamotá, když mu na krku po její emigraci do Západního Německa zůstane její malý syn Kolja (Andrej Chalimon). Chlapec neumí česky a zpočátku mezi nimi panuje vzájemná nedůvěra. Později se muž s chlapcem spřátelí, i když má kvůli němu potíže s úřady. Matka si syna po sametové revoluci odveze.

## Obsazení
| Herec             | Role                               |
| ----------------- | ---------------------------------- |
| Zdeněk Svěrák     | František Louka                    |
| Andrej Chalimon   | Kolja Biljukov                     |
| Libuše Šafránková | Klára, zpěvačka                    |
| Ondřej Vetchý     | Josef Brož, hrobník                |
| Nela Boudová      | Marie Brožová, jeho žena           |
| Stella Zázvorková | Loukova maminka                    |
| Ladislav Smoljak  | Houdek                             |
| Irina Livanovová  | Naděžda Biljukovová, Koljova matka |
| Silvia Šuvadová   | Blanka, cellistka                  |
| Lilian Malkina    | Tamara Komarovová, Koljova babička |
| Karel Heřmánek    | Musil                              |
| Jiří Sovák        | Růžička, Loukův přítel             |
| Petra Špalková    | Paša                               |
| René Přibil       | Pokorný, estébák                   |
| Miroslav Táborský | Novotný, estébák                   |
| Slávka Budínová   | Buštíková, sousedka                |
| Regina Rázlová    | Zubatá, sociální pracovnice        |
| Filip Renč        | fotograf                           |
| Pavel Taussig     | klenotník                          |
| Otmar Brancuzský  | saniťák                            |